# Доктор мафии
«Доктор мафии» (англ. The Mob Doctor) — американский драматический телесериал с Джорданой Спиро в главной роли, премьера которого состоялась на канале Fox 17 сентября 2012 года. Fox заказал съёмки первого сезона 9 мая 2012 года. 28 ноября телеканал закрыл сериал, но обещал, что все отснятые эпизоды будут показаны. Финальный эпизод был показан 7 января 2013 года.

## Сюжет
В центре сюжета находится чикагский хирург, которой приходится работать на мафию, чтобы защитить свою карьеру, семью и репутацию.

## Актёры и персонажи
- Джордана Спиро — Грейс Девлин[5]
- Уильям Форсайт — Александр Константин[5]
- Джейми Ли Киршнер — Оливия Уотсон[5]
- Желько Иванек — доктор Стаффорд Уайт[5]
- Джеймс Карпинелло — Франко[5]
- Джесси Ли Соффер — Нэйт Девлин[5]
- Зак Гилфорд — доктор Бретт Робинсон[5]
- Флориана Лима — медсестра Ро Энджели[5]
- Уэнди Маккена — Даниэлла Девлин[5]

## Обзор сезонов
| Сезон | Сезон | Количество эпизодов | Премьера первого эпизода | Премьера последнего эпизода | Дата выхода DVD | Дата выхода DVD | Дата выхода DVD | Количество зрителей (млн) |
| Сезон | Сезон | Количество эпизодов | Премьера первого эпизода | Премьера последнего эпизода | Регион 1        | Регион 2        | Регион 4        | Количество зрителей (млн) |
| ----- | ----- | ------------------- | ------------------------ | --------------------------- | --------------- | --------------- | --------------- | ------------------------- |
|       | 1     | 13                  | 17 сентября 2012         | 7 января 2013               | н/д             | н/д             | н/д             | н/д                       |

### Список эпизодов
| № | № | Название                                 | Режиссёр(ы)  | Сценарист(ы)           | Дата показа в США | Зрители |
| --- | - | ---------------------------------------- | ------------ | ---------------------- | ----------------- | ------- |
| 1 | 1 | «Pilot» «Пилот»                          | Майкл Диннер | Джош Берман и Роб Райт | 17 сентября 2012  | 5,11    |
| Грейс Девлин хирург, она заключила сделку с главой мафии Полом Моретти,чтобы спасти своего брата. Теперь она помогает бандитам в оказании различной медицинской помощи. Но она не знала что в её обязанности будет входить и убийство. До тех пор пока Моретти не просит её убить человека, который находится под защитой свидетелей и нуждается в медицинской помощи в больнице, где работает Грейс. Она отказывается это делать и Моретти угрожает ей, что заставляет Грейс обратиться за помощью к Константину, гангстеру в отставке. Он убивает Моретти. Константин предлагает Грейс уехать, так как она много знает, но отказывается и её долг Моретти переходит к Константину. |   |                                          |              |                        |                   |         |
| 2 | 2 | «Family Secrets» «Семейные тайны»        | Майкл Диннер | Джош Берман и Роб Райт | 24 сентября 2012  | 3,85    |
| Грейс лечит депрессию невесты. Александр посылает Грэйс встретить Донте Аманто, который раньше был соперником Пола Моретти, а сейчас страдает от странной, тяжелой болезни. |   |                                          |              |                        |                   |         |
| 3 | 3 | «Protect and Serve» «Служить и защищать» | Кен Олин     | Карла Кеттнер          | 1 октября 2012    | 3,46    |
| 4 | 4 | «Change of Heart» «Внутренняя перемена»  | Майкл Диннер | Мик Бетанкурт          | 8 октября 2012    | TBA     |

## Реакция

### Отзывы критиков
Пилотный эпизод получил в основном негативные отзывы от большинства телевизионных критиков.

### Телевизионные рейтинги
Премьеру сериала наблюдало лишь пять миллионов зрителей и рейтинг в демографической категории 18-49 составил только 1,5. Этот результат стал наихудшим для канала с осени 2010 года, когда сериал «Одинокая звезда», который был закрыт спустя неделю после премьеры, собрал 1,3 в демо.